# Mazeppa (Byron)
Mazeppa è un poemetto di George Gordon Byron, composto tra l'aprile 1817 e il settembre 1818. Tradotto in francese immediatamente dopo la pubblicazione, Mazeppa ottenne grande successo in tutta Europa, dove fu d'ispirazione a diversi pittori che, come Théodore Géricault, Eugène Delacroix, Horace Vernet e Louis Boulanger, dipinsero la scena della giovinezza dell'atamano immortalata da Lord Byron. L'opera fu pubblicata per la prima volta nel 1819, in un'edizione che comprendeva anche il racconto incompiuto Un frammento e il poema Ode.

## Struttura

### Strofe I-III
L'atamano Ivan Mazeppa e il re di Svezia Carlo XII sono in rotta con i rispettivi eserciti dopo la sconfitta ad opera dei russi nella campagna di Poltava. Prostrati dalla ritirata precipitosa, i due si accampano per la notte. Il sovrano scandinavo si complimenta con Mazeppa per la sua grande abilità equestre e l'atamano si offre di intrattenere Carlo narrandogli di come abbia acquisito tale maestria.

### Strofe IV-IX
Mazeppa comincia allora a raccontare in prima persona della sua gioventù al servizio di Giovanni II Casimiro di Polonia. Fu in questo periodo che Mazeppa conobbe Theresa, una donna bellissima e dai tratti orientaleggianti, ma già sposata con un conte di trent'anni più maturo. Mazeppa si innamorò della fanciulla che, ricambiandolo, decise di incontrarlo una notte per consumare il loro amore. Tuttavia, i due vennero sorpresi dagli uomini del conte, che decisero di portare Mazeppa dal loro padrone. Il conte allora decise di impartire a Mazeppe una punizione esemplare: egli sarà legato nudo a uno stallone selvaggio che cavalcherà via in libertà trascinando con sé il giovane

### Strofe X-IXX
Le otto strofe successive sono dedicate alla folle cavalcata dello stallone che, con le sue riserve inesauribili di energia, scorrazza per tutta l'Europa dell'Est. Il poema si concentra sul dolore, la sofferenza e la confusione di Mazeppa, che per ben due volte sembra prossimo alla morte. La prima, il giovane si riprende quando il cavallo guada un fiume, ma la seconda sembra proprio essere la fine di Mazeppa, che ha una visione di un corvo che si appresta a pasteggiare sulla sua carcassa. Nella diciannovesima strofa, Mazeppa si risveglia improvvisamente in una casupola in cui una giovane cosacca si prende amorevolmente cura di lui e lo guarisce dalle sue ferite.

### Ultima strofa
Terminato il suo racconto, Mazeppa comincia a prepararsi il letto per la notte, quando si accorge che il re di Svezia si è già addormentato.

## Origini

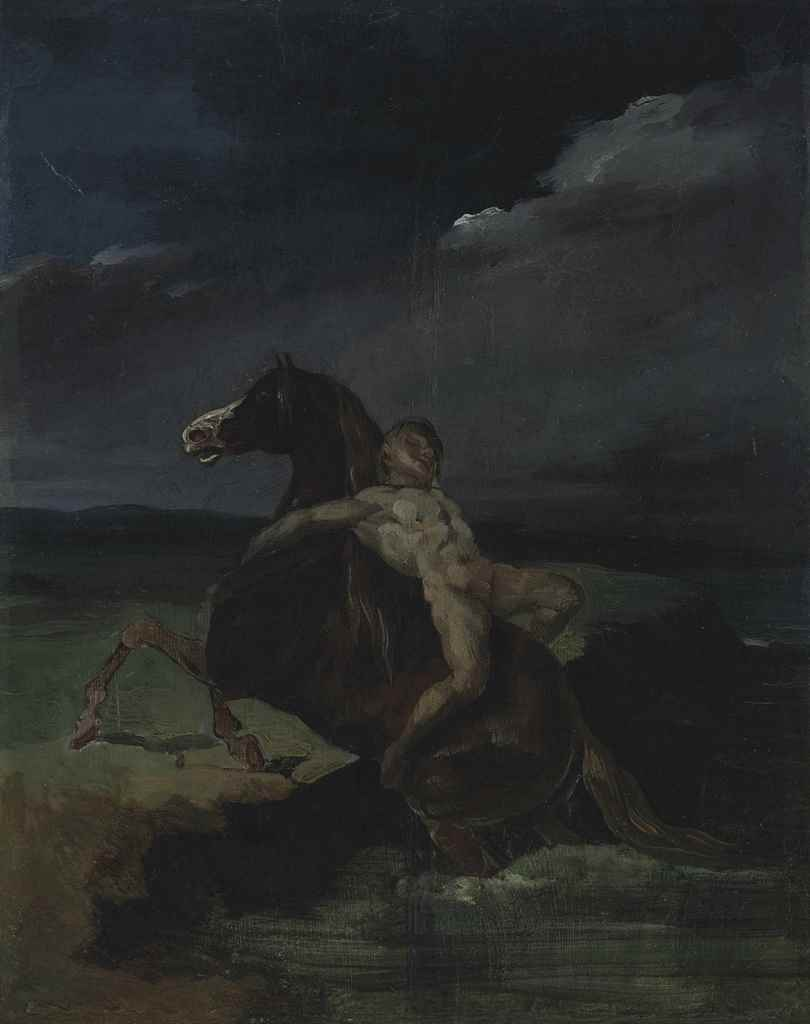
Mazeppa di Théodore Géricault (1823), ispirato al poemetto di Byron

### Fonti
Ivan Mazeppa trascorse effettivamente la sua giovinezza in Polonia prima di emigrare in Ucraina, ma non vi sono fonti storiche che suggeriscano che egli sia stato esiliato in seguito alla relazione con una donna sposata, né tantomeno ci sono fonti sulla sua singolare punizione equestre. La leggenda era già in circolazione prima che Byron componesse il poemetto, visto che già Voltaire la menzionava nella sua Storia di Carlo XII, re di Svezia (1731). Proprio l'opera di Voltaire fu d'ispirazione a Byron per la stesura di Mazeppa, dato che il poeta cita apertamente il filosofo illuminista nell'introduzione del suo poemetto. Alcuni critici hanno ipotizzato che Byron possa aver tratto ispirazione anche dal Mémoires d'Azéma di André Guillaume Contant Dorville (1764), la cui trama si dipana in modo simile a quella byroniana.

### Composizione e stampa
Byron cominciò a scrivere Mazeppa il 2 aprile 1817 e lo completò il 26 settembre 1818. Il poemetto fu pubblicato da John Murray, storico editore dell'opera di Byron, il 28 giugno 1819, insieme con il racconto dell'orrore Un frammento e la poesia Ode.

## Analisi
Molti critici vedono Mazeppa con un punto di svolta nell'opera byroniana, un passaggio dalla prima produzione letteraria, caratterizzata da ambientazioni e tematiche orientaleggianti, alla seconda, che è invece caratterizzata da una maggiore ironia e spirito satirico. Mazeppa incarna questa transizione presentando versi di grande pathos emotivo e altri più ironici e leggeri. Il personaggio centrale di Mazeppa è ambiguo e diversi critici letterari ne hanno tratteggiato un ritratto ambivalente e a tratti contraddittorio. Secondo alcuni, come W.H. Marshall, Mazeppa è un personaggio logorroico ed egotistico che non apprende nulla dalle sue disavventure, mentre per altri, come Jerome McGrann, la cavalcata di Mazeppa rappresenta un periodo di transizione e maturazione da giovane passionale a uomo maturo che, al contrario del re scandinavo, sa controllare i propri istinti. Secondo il critico Hubert Babinski Mazeppa è una delle figure meglio realizzate dell'opera di Byron, un personaggio che unisce eroismo e grande umanità, come dimostra la sua grande gentilezza nei confronti dei cavalli nella prima e nell'ultima strofa.

## Edizioni italiane
- Mazeppa, traduzione di Ludovica Koch, Collana Classici della BUR, Milano, Rizzoli, 1987, ISBN 978-88-171-6609-6. - II ed., BUR poesia, 1998, ISBN 978-88-171-6609-6.